# Vue de Bruxelles
La Vue de Bruxelles (en néerlandais : Gezicht op Brussel) est un tableau célèbre de Jean Baptiste Bonnecroy. Il présente un panorama de la ville de Bruxelles au XVIIe siècle.

## Histoire
L’œuvre a été peinte par Jean-Baptiste Bonnecroy vers 1664-1665.
Elle appartenait aux ducs d’Arenberg.
Vers 1960, le tableau a été vendu par Engelbert-Charles d’Arenberg à un marchand de New York qui l’a ensuite fait expédier aux États-Unis,.
En 1990, le Fonds du Patrimoine de la Fondation Roi-Baudouin a pu racheter le tableau et le faire rapatrier en Belgique. L’œuvre est déposée sous la forme d’un prêt à long terme aux Musées royaux des beaux-arts de Belgique à Bruxelles,,.

## Description
Le tableau présente une vue de la ville de Bruxelles à vol d’oiseau. Il est peint à partir d’une hauteur imaginaire, située au nord-ouest, depuis Molenbeek-Saint-Jean,. Bonnecroy n’a jamais pu examiner la ville depuis cette perspective aérienne, ce qui prouve qu’il a travaillé en toute liberté. Il accentue la présence des principaux édifices urbains en s’appuyant sur des relevés d’arpentage et des cartes gravées.
On reconnaît plusieurs éléments dans le tableau, notamment la deuxième enceinte autour du Pentagone. Parmi les bâtiments représentés, on reconnaît :
- Le Palais du Coudenberg
- La cathédrale Saints-Michel-et-Gudule de Bruxelles
- L’Hôtel de ville
- Chœur de l’église Saint-Nicolas
- L’église des Augustins
- L’église Saint-Jean-Baptiste-au-Béguinage
- L’église Sainte-Catherine
- La Porte à Peine Perdue
- La Porte Noire
- La Porte du Rivage
- L’église Saint-Jean-Baptiste de Molenbeek
- La Grosse Tour
- L’église Notre-Dame du Sablon de Bruxelles
- L’hôpital Saint-Pierre
- La Porte de Hal ou la Porte Saint-Gilles
- L’église des jésuites
- Notre-Dame de la Chapelle
- L’église de la place Saint-Géry
- La Porte d’Anderlecht ou Ter Cruyskene
- La Petite écluse
- La Porte de Flandre